# Doug Fister
Douglas Wildes Fister (Merced, 4 febbraio 1984) è un ex giocatore di baseball statunitense.

## Carriera
Fister fu selezionato dai San Francisco Giants al 49º turno del draft 2004 ma rifiutò optando per la Fresno State University. Fu selezionato una seconda volta l'anno seguente dai New York Yankees durante il 6º turno, anche in questa occasione rinunciò. I Seattle Mariners selezionarono Fister al 7º turno del draft 2006, questa volta il giocatore californiano accettò entrando così nel professionismo.
Fister debuttò nella MLB l'8 agosto 2009 al Safeco Field di Seattle, contro i Tampa Bay Rays. In seguito giocò per i Detroit Tigers (2011–2013), i Washington Nationals (2014–2015)
e gli Houston Astros (2016). Il 23 giugno 2017 firmò per i Boston Red Sox.
Il 28 novembre 2017, Fister firmò un contratto di un anno per 4 milioni di dollari con i Texas Rangers, con inclusa un'opzione valida per la stagione 2019. Divenne free agent terminata la stagione 2018, e il 13 febbraio 2019 Fister annunciò il suo ritiro dal baseball professionistico.

## Palmarès
- Lanciatore del mese dell'American League: 1

settembre 2011